# Palatul Pisani Gritti

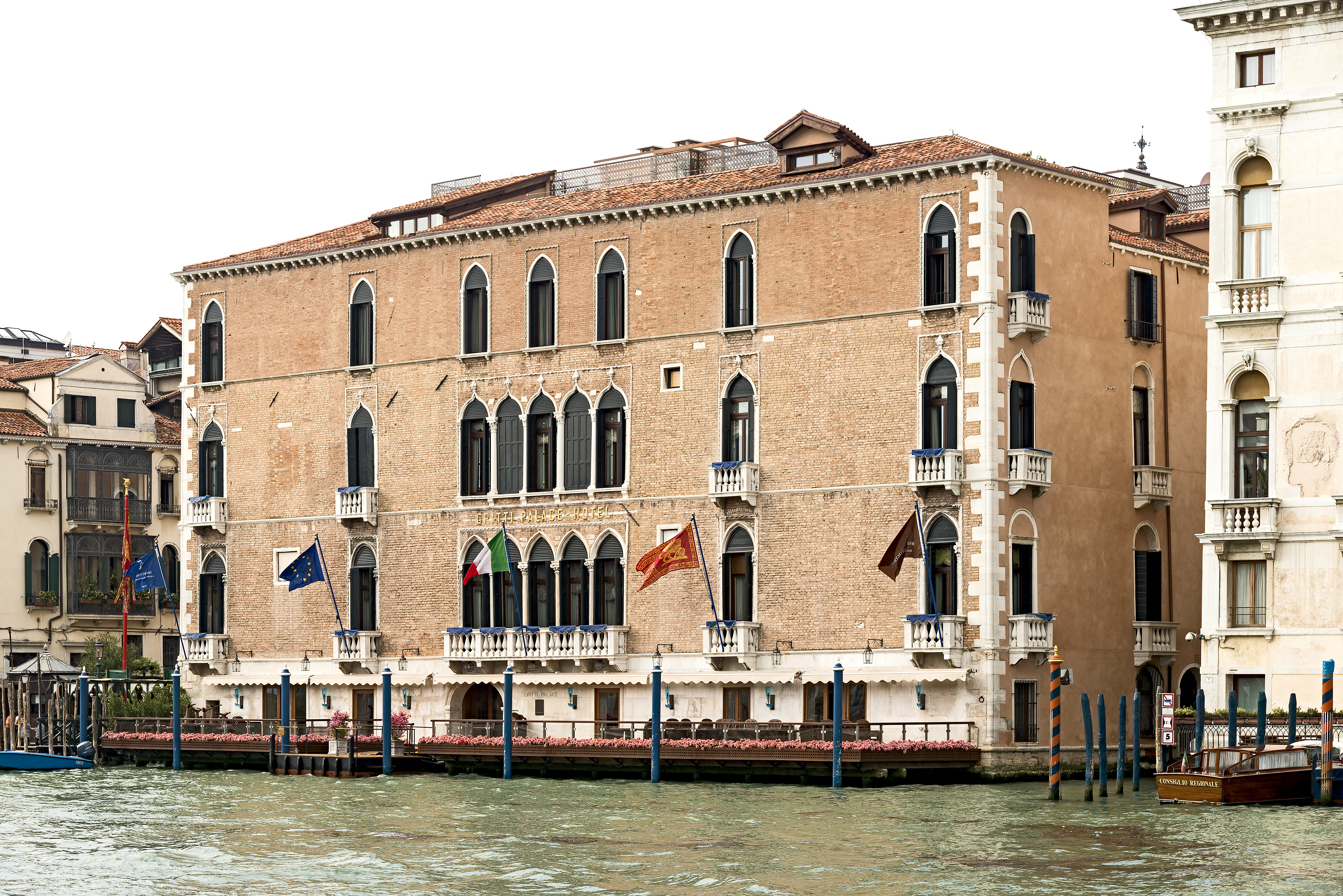
Palatul Pisani Gritti

Palatul venețian Pisani Gritti este situat în sestiere San Marco, cu vedere la Canal Grande, vizavi de Bazilica Santa Maria della Salute.
Partea laterală stângă dă înspre Campo del Traghetto, pe unde se ajunge la biserica Santa Maria del Giglio.

## Istoric
Palatul datează din secolul al XIV-lea, când a fost proiectat ca o clădire cu trei etaje. Fațada dinspre Campo del Traghetto este rezultatul schimbărilor din secolul al XVI-lea, contemporană frescelor comandate lui Giorgione pentru fațada dinspre canal care s-au pierdut (similar celor de la Fontego dei Tedeschi).

### Refaceri ulterioare
În secolul al XIX-lea, palatul a fost înălțat cu un alt etaj. În secolul al XX-lea a fost adaptat pentru a găzdui un hotel de lux, cu actuala terasă de la primul etaj construită înspre canal.

## Descriere
Palatul Pisani este o clădire cu patru etaje, cu un parter foarte jos și cu trei etaje mai dezvoltate, toate în stil gotic, cărora le sunt caracteristice deschiderile cu arcade ascuțite. Cele două etaje centrale conțin patru ferestre monofore bine distribuite și simetrice față de părțile laterale și în centru o deschidere pentaforă elegantă, având deci un total de nouă ferestre pe etaj. Al treilea etaj este diferit, ulterior (circa 1890), care, chiar dacă urmează stilul gotic al celor două etaje de mai jos, este vizibil neogotică: în loc de fereastra pentaforă, el are trei ferestre monofore la distanță una de alta, care evidențiază decalajul temporal, fără a rupe raportul armonios dintre părți.